# Maria Lluïsa Cortada i Noguero
Maria Lluïsa Cortada i Noguero (Barcelona, 1938 - Barcelona, 30 d'abril de 2020) fou una clavecinista i musicòloga catalana.

## Biografia
Formada a Barcelona, i després a l'Escola Superior de Música de Múnic, amb una beca de la Fundació Juan March, s'especialitzà en clavicèmbal, aprenentatge que continuà sobre la tècnica d'aquest instrument a l'Acadèmia Musical Chigiana de Siena i, posteriorment, amb els mestres i també clavecinistes Kenneth Gilbert i Gustav Leonhardt. En paral·lel als seus estudis, inicià una important tasca concertística, arribant a participar en recitals d'arreu d'Europa i dels Estats Units. Durant la seva trajectòria musical, ha arribat a enregistrar diversos discs, particularment de música catalana per a teclat i, més concretament, de l'Escola de Montserrat. El 1998 es doctorà en història de l'art, en l'especialitat de musicologia, a la Universitat Autònoma de Barcelona, amb una tesi sobre l'obra d'Anselm Viola, de qui va fer diversos enregistraments fonogràfics i va escriure diverses publicacions.
Es va casar amb el músic Lluís Millet i Loras.

## Publicacions[1]
- Anselm Viola (1738-1798): l'obra per a instruments de teclat (tesi).  Universitat Autònoma de Barcelona, 1997.
- Anselm Viola: Compositor, pedagog, monjo de Montserrat (1738-1798).  Barcelona: Publicacions de l'Abadia de Montserrat, 1998 (Biblioteca Abat Oliba, 204). ISBN 978-8478269969.
- Anselm Viola (1738-1798): II centenari de la mort.  Barcelona: Generalitat de Catalunya, Departament de Cultura, 1998. ISBN 978-8439344377.